# Jaroslav Zástěra

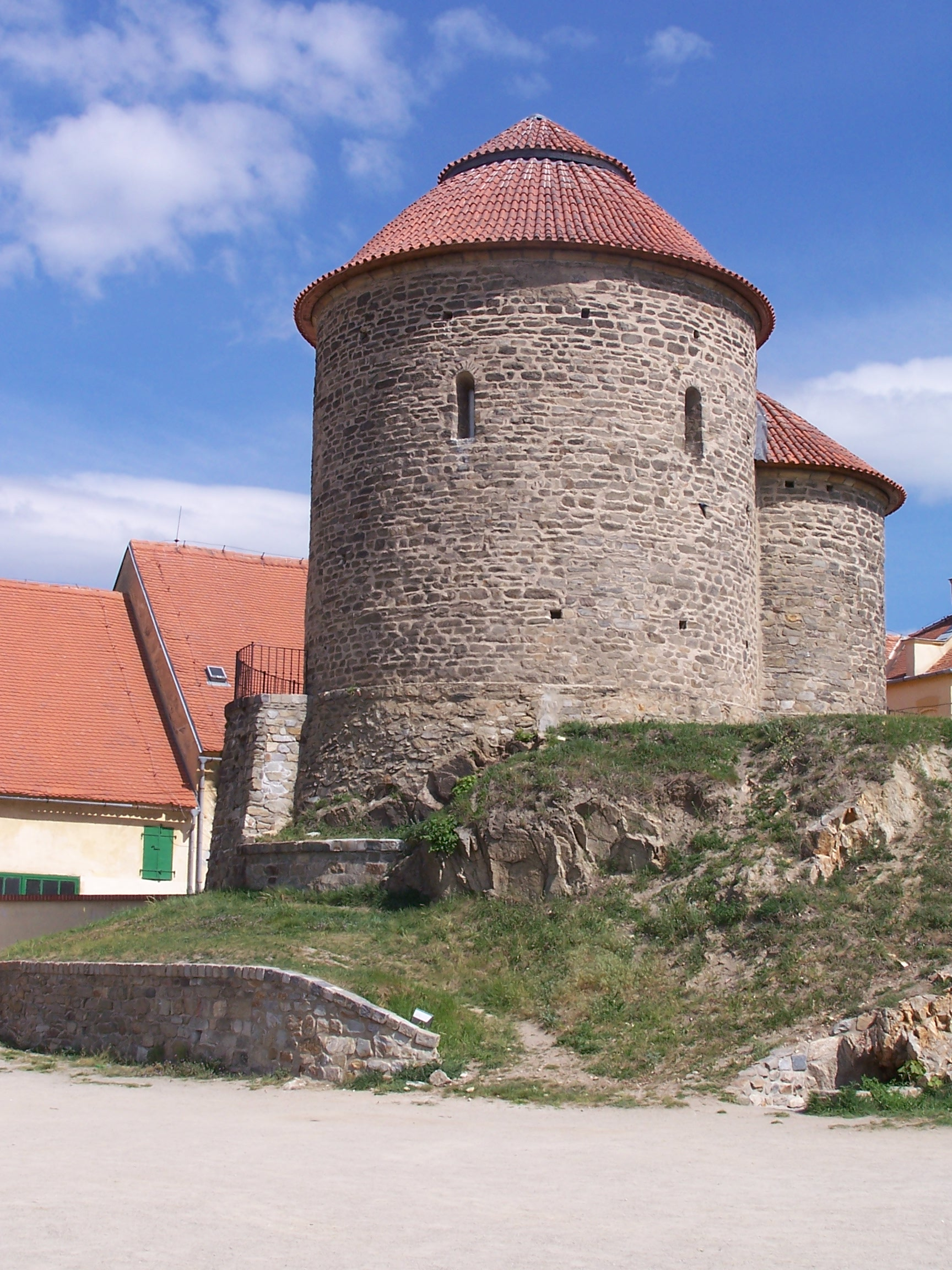
Znojemská rotunda

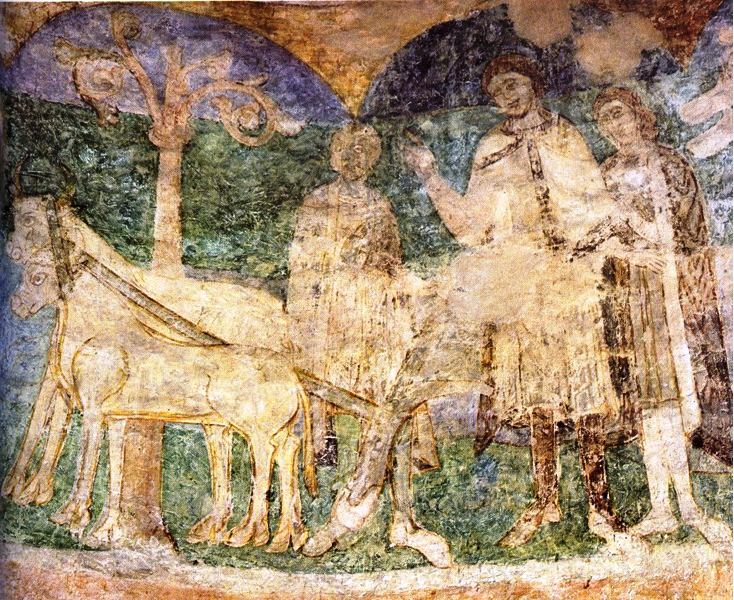
Oráčská scéna v znojemské rotundě

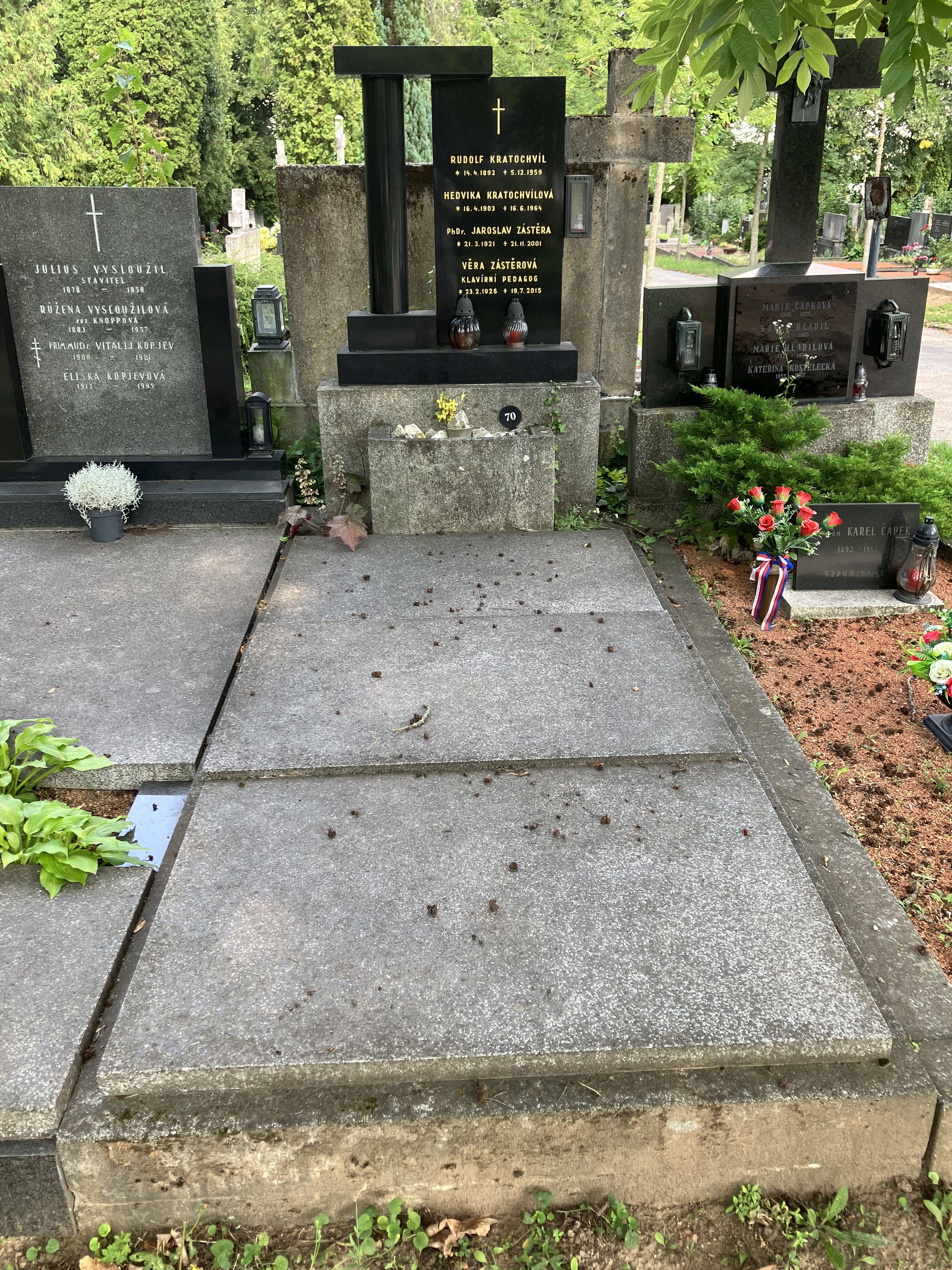
Hrob Jaroslava Zástěry

Jaroslav Zástěra (21. března 1921 Crikvenica, Chorvatsko – 21. listopadu 2001 Brno) byl český státní úředník. Je znám jako regionální badatel a autor odvážné hypotézy, týkající se původu velkomoravských Mojmírovců, Přemyslovců, města Znojma, a dokládané z velké části rozborem symboliky unikátních nástěnných maleb v Rotundě sv. Kateřiny. Přestože jeho hypotézy byly historickou vědou přijaty rezervovaně či zamítavě, jejich publikováním vyvolal oživení zájmu o výzkum a zpřístupnění znojemské rotundy.

## Životopis
Narodil se 21. března 1921 v chorvatské Crikvenici moravským rodičům, mládí prožil už na Jižní Moravě, gymnázium absolvoval v Hustopečích. Za druhé světové války působil v odboji, byl zatčen a odsouzen na 9 let, před popravou v Bayreuthu ho osvobodila americká armáda.
Po 2. světové válce dokončil Právnickou fakultu Masarykovy univerzity v Brně. V roce 1952 byl v Brně v Pisárkách opět zatčen, obviněn z pokusu o ilegální opuštění republiky a odsouzen na 3 roky. Po propuštění v roce 1955 zastával různá povolání a v letech 1960 – 65 dálkově studoval dějiny pedagogiky na Filosofické fakultě UJEP v Brně. V roce 1968 byl rehabilitován a stal se nakrátko šéfredaktorem Brněnského večerníku. V období normalizace místo ztratil a byl i vyloučen ze Svazu novinářů
Poprvé publikoval svou hypotézu v roce 1983 v populárním článku Co ukrývá znojemská rotunda v časopise Zápisník. Časem publikoval další práce a stal se zakládajícím členem Moravského národního kongresu i Klubu přátel znojemské rotundy.
Zemřel v Brně dne 21. listopadu 2001. Je pohřben na Ústředním hřbitově v Brně, sk. 59/hr. 70.

## Historické hypotézy
Na základě interpretace historických pramenů, vlastních výzkumů a úvah, a zejména rozboru symboliky nástěnných maleb ve znojemské rotundě, zformuloval Zástěra odvážnou teorii, která měla změnit pohled na naše nejranější dějiny. Jedná se o poměrně obsáhlou řadu hypotéz, nedostatečně doložených (sám Zástěra navrhl provést některé archeologické průzkumy, jež by jeho teorie mohly podepřít), které mj. předpokládají:
- město Znojmo bylo založeno v místě římské vojenské hlásky knížetem Sámem, je možno jej ztotožnit s Wogastisburgem, a později se starobylým (či antickým) městem krále Rostislava. Vysoká kamenná antická hláska přetrvala až do svého zřícení koncem 19. století jako Loupežnická věž.
- panovnické následnictví probíhalo víceméně kontinuálně od Sáma, přes Mojmírovce, a skrze Bořivoje na ně nakonec navázali Přemyslovci. Staré české legendy jsou mnohdy pozměněnými moravskými tradicemi – například Přemysl Oráč byl moudrý muž (kupec Sámo), za kterým hadačka (podle Kosmy Libuše) poslala poselství, žádající o radu kvůli morovým ranám, které postihly lid (nájezdy a okupace Avarů). Scéna s oráním představuje zakládání znojemských hradeb a Kosma se nástěnnou malbou volně inspiroval při psaní kroniky.
- znojemská rotunda byla postavena v době cyrilometodějské mise, byla sídelním chrámem arcibiskupa moravského, sv. Metoděje, který je tam i pochován. Nástěnné malby panovníků byly vytvořeny ve dvou různých dobách, zobrazují posloupnost moravských a českých panovníků, jejich atributy (pláště, kopí, štíty atd.) symbolizují jejich postavení. V Zástěrově výkladu jsou pláště znakem vlády nad Moravou a „obrácený“ štít signalizuje, že stejná postava se mezi malbami vyskytuje podruhé (např. kníže-světec Václav).
- ve znojemské rotundě byl pravděpodobně pokřtěn Bořivoj a svatá Ludmila, odehrála se zde i jejich svatba, k rotundě měla úzký vztah a je pod podlahou rotundy pochována svatá Anežka.
- sídelní město velkomoravského Svatopluka leželo na úpatí Pálavy, existují indicie, které umožňují lokalizovat sídlo biskupa Heleny, také Sekyřkostela a Slivnice atd.[4]

Zástěrovy hypotézy byly odbornou veřejností přijaty chladně; jejich hlavním kritikem se stal historik Dušan Třeštík, specialista na raný středověk. Přestože některé předpoklady (např. Metodějův hrob) nebyly archeologickým výzkumem potvrzeny, má Zástěra dostatek pokračovatelů, soustředěných převážně okolo Klubu přátel znojemské rotundy, kteří jeho myšlenky dále rozvíjejí nebo upravují v návaznosti na nové objevy.
Přes sporný vědecký přínos zvýšily Zástěrovy hypotézy zájem laické i odborné veřejnosti o rotundu, do té doby i zvenku prakticky nepřístupnou, neboť stála uvnitř areálu znojemského pivovaru. Byl vybudován samostatný příchod k rotundě, byla otevřena pro veřejnost a s přispěním státních institucí i dobrovolníků se podařilo provést některé dokumentační a výzkumné práce.

## Publikace
- 1983 - článek v časopise Zápisník: Co ukrývá znojemská rotunda
- 1986 - ve spolupráci s Jihomoravským muzeem ve Znojmě: Původ péřové koruny - Postavy panovníků na českých a moravských denárech
- 1990 - Brno: Znojemská rotunda a Velká Morava
- řada příspěvků do Moravského historického sborníku

## Čestné tituly a vyznamenání
- 1947 - obdržel od prezidenta ČSR Edvarda Beneše Československou vojenskou medaili za zásluhy I. stupně
- 1948 - Československý válečný kříž z roku 1939
- Čestné občanství města Znojma
- Čestné členství v Moravském národním kongresu
- In memoriam 2002 - Čestný rytíř Královského řádu Moravských rytířů svatého Rostislava a Kolumbana (titul Eq. M.)